# Teorija
Teorija, u filozofiji, predstavlja apstraktno, uopšteno znanje o nekom problemu koje je rezultat traganja za istinom. U empirijskim naukama, sistem međusobno povezanih i usklađenih tvrdnji koji nastaje sažimanjem i generalizacijom nizova parcijalnih empirijskih nalaza, kao i smisaonom integracijom većeg broja proverenih činjenica, hipoteza i zakona koji se odnose na jednu oblast stvarnosti. Teorija je kontemplativni i racionalni tip apstraktnog ili uopštavajućeg razmišljanja o nekoj pojavi, ili rezultatima takvog razmišljanja. Proces kontemplativnog i racionalnog razmišljanja često je povezan sa takvim procesima kao što su posmatračke studije, istraživanja. Teorije mogu biti naučne ili nenaučne (ili naučne u manjoj meri). U zavisnosti od konteksta, rezultati bi, na primer, mogli da sadrže uopštena objašnjenja kako priroda funkcioniše. Reč vuče korene iz starogrčkog, ali je u savremenoj upotrebi poprimila nekoliko srodnih značenja.
U savremenoj nauci, pojam „teorija“ odnosi se na naučne teorije, dobro potvrđenu vrstu objašnjenja prirode, napravljenu na način koji je u skladu sa naučnom metodom, i koja ispunjava kriterijume koje zahteva savremena nauka. Takve teorije su opisane na takav način da bi naučni testovi mogli da im pruže empirijsku potporu ili empirijsku kontradikciju („falsifibilnost“). Naučne teorije su najpouzdaniji, najstroži i najopsežniji oblik naučnog znanja, za razliku od uobičajene upotrebe reči „teorija“ koja podrazumeva da je nešto nedokazano ili spekulativno (što je u formalnom smislu bolje okarakterisano rečju hipoteza). Naučne teorije razlikuju se od hipoteza, koje su pojedinačna empirijski proverljiva nagađanja, i od naučnih zakona, koji su opisni prikazi ponašanja prirode u određenim uslovima.
Teorije se vode poduhvatom pronalaženja činjenica, a ne postizanja ciljeva, i neutralne su u pogledu alternativa među vrednostima.‍:131 Teorija može biti telo znanja, koje može ili ne mora biti povezano sa određenim modelima objašnjenja. Teoretizovati znači razviti ovo telo znanja.‍:46
Reč teorija ili „u teoriji“ ljudi ponekad pogrešno koriste da bi objasnili nešto što ranije nisu individualno iskusili ili testirali. U tim slučajevima semantički se zamenjuje drugim konceptom, hipotezom. Umesto da koristi reč „hipotetički“, ona je zamenjena frazom: „u teoriji“. U nekim se slučajevima verodostojnost teorije može osporiti tako što će se nazvati „samo teorijom“ (što podrazumeva da ideja čak nije ni testirana). Otuda se reči „teorija“ vrlo često suprotstavlja „praksa“ (od grčkog praxis, πρᾶξις) grčki izraz za delovanje, koji je suprotan teoriji. „Klasični primer“ razlike između „teorijskog“ i „praktičnog“ koristi disciplinu medicine: medicinska teorija uključuje pokušaj razumevanja uzroka i prirode zdravlja i bolesti, dok praktična strana medicine pokušava da ljude učini zdravim. Ove dve stvari su povezane, ali mogu biti nezavisne, jer je moguće istražiti zdravlje i bolest bez izlečenja određenih pacijenata, a moguće je izlečiti pacijenta a da se ne zna kako je lek delovao.

## Drevna upotreba
Reč teorija potiče od tehničkog izraza u filozofiji na starogrčkom. Kao svakodnevna reč, theoria, θεωρία, značila je „razmatranje, gledanje, stanovište“, dok se u tehničkom kontekstu se odnosila na kontemplativna ili spekulativna shvatanja prirodnih stvari, poput onih kojima su se bavili prirodni filozofi, za razliku od praktičnijih načina poznavanja stvari, poput veština besednika ili zanatlija. Govornici engleskog jezika koriste reč teorija bar od kraja 16. veka. Savremena upotreba reči teorija potiče od izvorne definicije, ali je poprimila nove nijanse značenja, i dalje zasnovane na ideji teorije kao promišljenog i racionalnog objašnjenja opšte prirode stvari.
Iako na grčkom ima više svakodnevnih značenja, reč θεωρία je očigledno razvila posebnu upotrebu rano u zabeleženoj istoriji grčkog jezika. U knjizi Od religije do filozofije, Fransis Kornford sugeriše da su orfičari reč theoria koristili u značenju „strastveno saosećajno promišljanje“. Pitagora je promenio reč u značenje „bezstrasna kontemplacija racionalne, nepromenljive istine“ matematičkog znanja, jer je smatrao da je ovo intelektualno traganje put do najvišeg nivoa postojanja. Pitagora je naglasio potčinjavanje emocija i telesnih želja da bi se pomoglo intelektu da funkcioniše na višoj ravni teorije. Tako je Pitagora dao reči teorija specifično značenje koje je dovelo do klasičnog i modernog koncepta razlike između teorije (kao nezavisnog, neutralnog mišljenja) i prakse.
Aristotelova terminologija, kao što je već pomenuto, suprotstavlja teoriju i praxis ili praksu, i taj kontrast postoji do danas. Za Aristotela, i praksa i teorija uključuju razmišljanje, ali ciljevi su različiti. Teoretska kontemplacija uzima u obzir stvari koje se ljudi ne pokreću ili menjaju, kao što je priroda, tako da nema ni jedan ljudski cilj osim sebe i znanja koje pomaže u stvaranju. S druge strane, praksa uključuje razmišljanje, ali uvek sa ciljem željenih radnji, pri čemu ljudi sami uzrokuju promene ili pokretanja radi svojih ciljeva. Bilo koje ljudsko dejstvo koje ne uključuje svestan izbor i razmišljanje ne može biti primer prakse ili delovanja.

## Nauka
U nauci se pojam „teorija“ odnosi na „dobro potkrepljeno objašnjenje nekog aspekta prirodnog sveta, zasnovano na nizu činjenica koje su više puta potvrđene posmatranjem i eksperimentom.“ Teorije takođe moraju udovoljavaju daljim zahtevima, kao što je sposobnost davanja proverljivih predviđanja sa doslednom tačnošću u širokom području naučnog istraživanja, i izvođenje snažnih dokaza u korist teorije iz više nezavisnih izvora (konsiliencija).

### Filozofska gledišta
Logičko pozitivističko gledište na naučne teorije ih smatra deduktivnim teorijama - tako da se sadržaj teorije zasniva na nekom formalnom sistemu logike i na osnovnim aksiomima. U deduktivnoj teoriji, svaka rečenica koja je logična posledica jednog ili više aksioma je takođe rečenica te teorije. To se naziva prihvaćenim gledištem teorija.
U semantičkom gledištu na teorije, koje je u velikoj meri zamenilo prihvaćeno gledište, teorije se posmatraju kao naučni modeli. Model je logički okvir namenjen predstavljanju stvarnosti („model stvarnosti“), slično načinu na koji je mapa grafički model koji predstavlja teritoriju grada ili države. U ovom pristupu, teorije su posebna kategorija modela koji ispunjavaju neophodne kriterijume. (Pogledajte Teorije kao modele za dalju diskusiju.)

## Napomene
1. ↑  See for example Hippocrates Praeceptiones, Part 1.  Архивирано септембар 12, 2014 на сајту
2. ↑  The word theoria occurs in Greek philosophy, for example, that of Plato. It is a statement of how and why particular facts are related. It is related to words for θεωρός "spectator", θέα thea "a view" + ὁρᾶν horan "to see", literally "looking at a show". See for example dictionary entries at Perseus website.
3. ↑  The LSJ cites two passages of Aristotle as examples, both from the Metaphysics and involving the definition of natural science: 11.1064a17, "it is clear that natural science (φυσικὴν ἐπιστήμην) must be neither practical (πρακτικὴν) nor productive (ποιητικὴν), but speculative (θεωρητικὴν)" and 6.1025b25, "Thus if every intellectual activity [διάνοια] is either practical or productive or speculative (θεωρητική), physics (φυσικὴ) will be a speculative [θεωρητική] science." So Aristotle actually made a three way distinction between practical, theoretical and productive or technical—or between doing, contemplating or making. All three types involve thinking, but are distinguished by what causes the objects of thought to move or change.

## Literatura
- Овај чланак или његов део изворно је преузет из Речника социјалног рада Ивана Видановића уз одобрење аутора.
- Davidson Reynolds, Paul (1971). A primer in theory construction. Boston: Allyn and Bacon.
- Guillaume, Astrid (2015). „Intertheoricity: Plasticity, Elasticity and Hybridity of Theories. Part II: Semiotics of Transferogenesis”. Human and Social Studies. 4 (2): 59—77. 2015., in ., éd.Walter de Gruyter, Boston, Berlin,.
- Guillaume, Astrid (2015). " The Intertheoricity : Plasticity, Elasticity and Hybridity of Theories ", in Magnin, Thierry (2015). „Vulnerability at the Heart of the Ethical Implications of New Biotechnologies”. Human and Social Studies. 4 (1): 13—29. doi:10.1515/hssr-2015-0021.., éd.Walter de Gruyter, Boston, Berlin,.
- Hawking, Stephen (1996). A Brief History of Time. стр. 15.(Updated and expanded ed.). New York: Bantam Books,.
- James, Paul (2006). Globalism, Nationalism, Tribalism: Bringing Theory Back In. London, England: Sage Publications.
- Matson, Ronald Allen, „Comparing scientific laws and theories”, Biology, Kennesaw State University, Архивирано из оригинала 09. 07. 2017. г., Приступљено 28. 12. 2020.
- Popper, Karl (1963), Conjectures and Refutations, Routledge and Kegan Paul, London, UK, pp. 33–39.  Reprinted in Theodore Schick (ed., 2000), Readings in the Philosophy of Science, Mayfield Publishing Company, Mountain View, California, USA, pp. 9–13.
- Zima, Peter V. (2007). "What is theory? Cultural theory as discourse and dialogue". London: Continuum (translated from: Was ist Theorie? Theoriebegriff und Dialogische Theorie in der Kultur- und Sozialwissenschaften. Tübingen: A. Franke Verlag, 2004).
- National Academy of Sciences (US) (1999). Science and Creationism: A View from the National Academy of Sciences (2nd изд.). National Academies Press. стр. 2. ISBN 978-0-309-06406-4. PMID 25101403. doi:10.17226/6024.
- „The Structure of Scientific Theories”. The Stanford Encyclopedia of Philosophy. Metaphysics Research Lab, Stanford University. 2016.
- Schafersman, Steven D. „An Introduction to Science”. Архивирано из оригинала 01. 01. 2018. г. Приступљено 28. 12. 2020.
- „Is Evolution a Theory or a Fact?”. National Academy of Sciences. 2008. Архивирано из оригинала 2009-09-07. г.
- „Science, Evolution, and Creationism”. National Academy of Sciences. 2008.
- Andersen, Hanne; Hepburn, Brian (2015). „Scientific Method”.  Ур.: Edward N. Zalta. The Stanford Encyclopedia of Philosophy.
- Howard, Don A. (23. 6. 2018).  Zalta, Edward N., ур. The Stanford Encyclopedia of Philosophy. Metaphysics Research Lab, Stanford University  — преко Stanford Encyclopedia of Philosophy.
- Alan Baker (2010) [2004]. „Simplicity”. Stanford Encyclopedia of Philosophy. California: Stanford University. ISSN 1095-5054.
- Courtney A, Courtney M (2008). „Comments Regarding "On the Nature Of Science"”. Physics in Canada. 64 (3): 7—8. arXiv:0812.4932 .
- Elliott Sober, Let's Razor Occam's Razor, pp. 73–93, from Dudley Knowles (ed.) Explanation and Its Limits, Cambridge University Press (1994).
- Misner, Charles W.; Thorne, Kip S.; Wheeler, John Archibald (1973). Misner, Charles W.; Thorne, Kip S.; Wheeler, John Archibald (15. 9. 1973). Gravitation. Macmillan. стр. 1049. ISBN 0-7167-0344-0.. New York: W. H.Freeman and Company. .

## Spoljašnje veze
- Bradford, Alina (25. 3. 2015). „What Is a Law in Science?”. Live Science. Приступљено 1. 1. 2017.